# Mariine, Djankoi
Mariine (în ucraineană Мар'їне) este un sat în comuna Lobanove din raionul Djankoi, Republica Autonomă Crimeea, Ucraina.

## Demografie
Componența lingvistică a localității Mariine
     Rusă (55,73%)
     Tătară crimeeană (27,8%)
     Ucraineană (15,28%)
     Alte limbi (0,79%)
Conform recensământului din 2001, majoritatea populației localității Mariine era vorbitoare de rusă (55,73%), existând în minoritate și vorbitori de tătară crimeeană (27,8%) și ucraineană (15,28%).